# Campeaux, Oise

Campeaux este o comună în departamentul Oise, Franța. În 1 ianuarie 2022 avea o populație de 485 de locuitori.